# Plays Metallica by Four Cellos
A Plays Metallica by Four Cellos az Apocalyptica első nagylemeze. 1996-ban jelent meg 8 darab Metallica feldolgozás található rajta. Különlegessége, hogy minden számot csellóval adnak elő.

## Számok listája
1. Enter Sandman
2. Master Of Puppets
3. Harvester Of Sorrow
4. The Unforgiven
5. Sad But True
6. Creeping Death
7. Wherever I May Roam
8. Welcome Home (Sanitarium)